# 2018년 동계 패럴림픽 중립 패럴림픽 선수
2018년 동계 패럴림픽 중립 패럴림픽 선수(영어: Neutral Paralympic Athletes, NPA)는 대한민국 평창에서 개최된 2018년 동계 패럴림픽에 참가한 러시아 출신 패럴림픽 선수단이다.
국제 패럴림픽 위원회(IPC)는 2016년에 국가 차원의 도핑 스캔들을 일으킨 러시아 패럴림픽 위원회에 대해 자격 정지 처분을 내렸으며 2016년 8월 30일에는 러시아 선수단의 2018년 동계 패럴림픽 참가를 금지시켰다. 국제 패럴림픽 위원회는 러시아 출신 선수들이 대회 출전을 희망할 경우에는 '중립 패럴림픽 선수'(Neutral Paralympic Athletes) 명의로만 참가할 수 있다고 발표했다. 이에 따라 중립 패럴림픽 선수단은 대회에서 패럴림픽기와 패럴림픽 찬가를 사용했다.

## 참가 종목
- 알파인스키
- 바이애슬론
- 크로스컨트리 스키
- 스노보드
- 휠체어 컬링

## 같이 보기
- 2018년 동계 올림픽 러시아 출신 선수단